# Río de la Platas förenade provinser
Sydamerikas förenade provinser (spanska: Provincias Unidas en Sud-América) kallades ursprungligen staten som skapades ur Majrevolutionen och argentinska självständighetskriget. Det bestod främst av tidigare Vicekungadömet Río de la Plata och hade Buenos Aires som huvudstad.
Det blev mest känt inom spanskspråkig litteratur som Provincias Unidas del Río de la Plata (svenska: Río de la Platas förenade provinser), vilket blev det vanligaste namnet för statsbildningen fram till 1826 års konstitution. Senare kom staten officiellt att vara en del av skapandet av Argentina, vilket står i Argentinas konstitution, Artikel 35.

### Fotnoter
1. ↑  ”Argentina”. http://www.stalvik.com/Svenska/lasargentina.htm. Läst 4 mars 2012.[död länk]
2. ↑  ”Populär historia”. 21 mars 2002. http://www.popularhistoria.se/artiklar/pa-cafe-i-buenos-aires/. Läst 4 mars 2012.
3. ↑  "Art. 35.- Las denominaciones adoptadas sucesivamente desde 1810 hasta el presente, a saber: Provincias Unidas del Río de la Plata; República Argentina, Confederación Argentina, serán en adelante nombres oficiales indistintamente para la designación del Gobierno y territorio de las provincias, empleándose las palabras "Nación Argentina" en la formación y sanción de las leyes."
 "Artikel 35 .- Benämningarna som antagits från 1810 och framåt: Río de la Platas förenade provinser, Argentinska republiken, Argentinska konfederationen, skall hädanefter vara omväxlande officiella namn för att beskriva provinsernas styrelse och provinserna, med orden "Argentinska nationen" för beslutsfattande och lagstiftning."